# Bodo Heyne
Bodo Heyne (* 16. Juli 1893 in Essen; † 10. Juni 1980 in Bremen) war ein Bremer Theologe.

## Biografie
Heyne war der Sohn eines Buchhändlers. Er studierte Evangelische Theologie an der Universität Straßburg und der Universität Bonn. 1919 wurde er in Essen Pastor, und er wirkte dann im Rheinland. Von 1922 bis 1963 war er Inspektor und dann als Nachfolger von Alfred Fritz Direktor (Geschäftsführer) der Inneren Mission in Bremen und dazu ab 1930 nebenamtlich Pastor am Krankenhaus in Bremen. Seit den 1920er Jahren war er mit Pastor Constantin Frick (1934 Präsident des Centralausschusses der Inneren Mission) verbunden, auch in der Abwehr des offiziellen Kirchenregiments zur Zeit des Nationalsozialismus.
Von 1947 bis 1948 leitete er die Einrichtung Friedehorst in Bremen-Burglesum, deren Mitbegründer er war. Sie wurde ab 1947 von der Inneren Mission verwaltet und 1962 käuflich erworben. 1948 beherbergte Friedehorst 420 Evakuierte und Flüchtlinge und 1952 über 1000 Alte, Behinderte und Kranke. Heyne gründete 1954 die Kommission für bremische Kirchengeschichte. Er gab die Zeitschrift Hospitium ecclesiae heraus. Er trat 1963 in den Ruhestand. Aus Protest gegen das Vorstandssystem verließ Heyne 1966 den Verein der Inneren Mission Fürsorgeerziehungsheim Ellener Hof nach zwanzig Jahren Mitgliedschaft und regte ohne Erfolg Änderung der Arbeitsweise an.

## Ehrungen
Das Bodo-Heyne-Haus der Stiftung Friedehorst in der Bremer Neustadt, ein Wohnverbund von Wohngruppen für Erwachsene mit Behinderungen, wurde nach ihm benannt.

## Werke
- Bodo Heyne und Hans Jessen: Hospitium Ecclesiae. Forschungen zur bremischen Kirchengeschichte. Verlag Schünemann, Bremen.
- Der Weg des Auswanderers. Furche-Verlag, 1960.